# Gloria La Riva
Gloria Estela La Riva (* 13. srpna 1954) je americká levicová politička, v prezidentských volbách v roce 2008 a 2020 kandidovala za stranu Party for Socialism and Liberation. V letech 1984, 1988, 1996 a 2000 byla v prezidentských volbách kandidátkou Workers World Party na viceprezidentku, v roce 1992 na prezidentku. V letech 1994 a 1998 neúspěšně kandidovala na guvernérku Kalifornie.

## Život a kariéra
La Riva se narodila v Albuquerque v Novém Mexiku 13. srpna 1954. Vystudovala střední školu a začala navštěvovat Brandeis University v roce 1972. Byla kandidátkou třetí strany na prezidenta Spojených států v prezidentských volbách v roce 1992 a zastupovala Světovou stranu pracujících. Byla také kandidátkou na viceprezidentku Světové strany pracujících ve volbách v letech 1984, 1988, 1996 a 2000. (Ve volbách v letech 1984 a 1988 bylo La Riveře 30, respektive 34 let a nebyla by způsobilá sloužit jako viceprezidentka, pokud zvítězila.)
La Riva se připojila k Straně pro socialismus a osvobození odtržením od Světové strany pracujích. La Riva byla také kandidátkou Strany míru a svobody na guvernéra Kalifornie v roce 1994 a získala 72 774 hlasů (0,9%). Znovu kandidovala v guvernatoriálních volbách v roce 1998 a získala 59 218 hlasů (0,71%). Rovněž kandidovala na starostu San Franciska v roce 1983 (7 328 hlasů - 5,4%), přičemž byla celkově třetí a druhá na dělnických částech města, a v roce 1991 (2 552 hlasů - 1,4%), a pro kongres v roce 2010 (3. místo - 3%).
V prezidentských volbách v roce 2008 získala La Riva 6 821 hlasů, což je 10. nejvyšší celkový počet hlasů. La Riva byla také ředitelkou Národního výboru pro osvobození kubánské pětice a prezidentkou typografického sektoru Severokalifornské unie mediálních pracovníků.
V roce 2010 byla La Riva kandidátem strany Mír a svoboda do amerického Kongresu v kalifornském 8. okrsku. V boji proti demokratické kandidátce do sněmovny Nancy Pelosiové obsadila třetí místo a získala 5 161 hlasů, což je 3% z celkového počtu hlasů.
V prezidentských volbách v roce 2012 byla La Riva prezidentským záskokem pro Petu Lindsayovou, kandidátku na prezidentský úřad PSL, která v některých státech nebyla kvůli svému věku povolena (nebyla na hlasovacích lístcích). La Riva byla na hlasovacím lístku v Coloradu, Iowě, Utahu a Wisconsinu a získala 1608 hlasů, tedy méně než 0,01% z celkového počtu hlasů.
V červenci 2015 byla vyhlášena jako kandidátka na prezidentský úřad PSL 2016. Ke dni 24. července 2016 získala La Riva a její kampaň 25 234 amerických dolarů a utratila 10 092 amerických dolarů. Získala hlasovací lístek v osmi státech: Vermont, Nové Mexiko, Iowa, Louisiana, Colorado, Washington, New Jersey a Kalifornie. Ve volbách získala 74 401 hlasů, což je 0,05% z celkového počtu hlasů.
La Riva byla kandidátem na nominaci strany Míru a svobody na guvernérku Kalifornie v roce 2018. Získala 19 075 hlasů, neboli 0,3% z celkového počtu hlasů.
Získala nominaci Strany socialismu a osvobození pro prezidentské volby v roce 2020. Získala nominaci strany Svobodná unie ve Vermontu. Ve volbách nezískala žádné volební hlasy, celkem 85 623 na národní úrovni, což je přibližně 0,05% z celkového počtu, což je šestý nejvíce volený kandidát po Rocky de la Fuente a před Kanyem Westem.

### Další aktivity
La Riva přeložila knihu Fidela Castra Kuba na křižovatce (1997) ISBN 1-875284-94-X a vytvořila dokumentární videa NATO Targets, Workers 'Democracy in Cuba (1996), Genocide by Sanctions: The Case of Iraq (1998) a Let Iraq live!